# Naharina
Naharina (altägyptisch Nehern) ist eine Bezeichnung für Nordsyrien, die im Alten Ägypten seit Thutmosis I. belegt ist. Später wird die (Landschafts-)Bezeichnung auf das Mitanni-Reich übertragen. Der mitannische König Šuttarna II. wird als Fürst von Naharina bezeichnet.